# Prochowice (gmina)
Prochowice – to gmina miejsko-wiejska w województwie dolnośląskim, w powiecie legnickim. W latach 1975–1998 gmina położona była w województwie legnickim.
Siedziba gminy to Prochowice (dawniej Lesiewice).
Według danych z czerwca 2008 gminę zamieszkiwały 7634 osoby. Natomiast według danych z 31 grudnia 2019 roku gminę zamieszkiwało 7406 osób.
Według danych z 30 czerwca 2020 roku gminę zamieszkiwało 7376 osób.
Największą rzeką przepływającą przez gminę jest Kaczawa.

## Struktura powierzchni
Według danych z roku 2002 gmina Prochowice ma obszar 102,62 km², w tym:
- użytki rolne: 56%
- użytki leśne: 32%

Gmina stanowi 13,78% powierzchni powiatu.

## Demografia

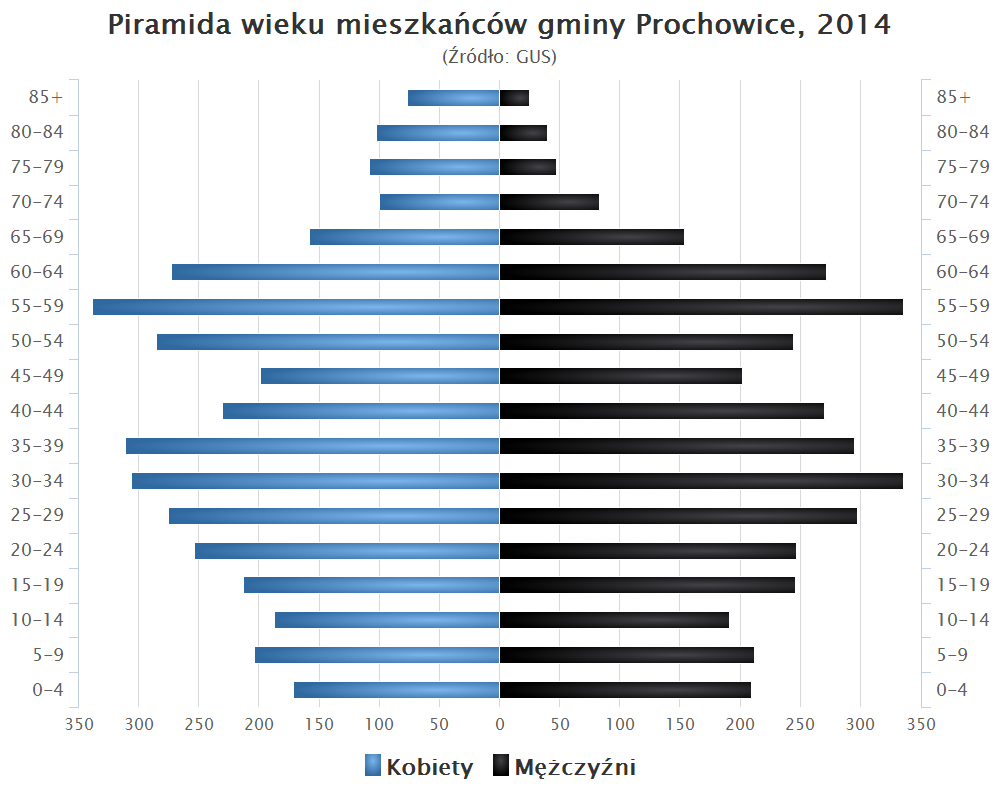
Piramida wieku mieszkańców gminy Prochowice w 2014 roku

Dane z 30 czerwca 2004:
| Opis                              | Ogółem | Ogółem | Kobiety | Kobiety | Mężczyźni | Mężczyźni |
| --------------------------------- | ------ | ------ | ------- | ------- | --------- | --------- |
| jednostka                         | osób   | %      | osób    | %       | osób      | %         |
| populacja                         | 7516   | 100    | 3783    | 50,3    | 3733      | 49,7      |
| gęstość zaludnienia (mieszk./km²) | 73,2   | 73,2   | 36,9    | 36,9    | 36,4      | 36,4      |

## Ochrona przyrody
Na obszarze gminy znajdują się następujące rezerwaty przyrody:
- rezerwat przyrody Brekinia – chroni jedyne, poza terenami górskimi, stanowisko brekini;
- rezerwat przyrody Łęg Korea – chroni łęg jesionowo – wiązowy będący siedliskiem unikatowej awifauny oraz wielu gatunków roślin objętych ochroną.

## Sołectwa
Cichobórz, Dąbie, Golanka Dolna, Gromadzyń, Kawice, Kwiatkowice, Lisowice, Mierzowice, Motyczyn, Rogów Legnicki, Szczedrzykowice, Szczedrzykowice-Stacja.

## Sąsiednie gminy
Kunice, Lubin, Malczyce, Ruja, Ścinawa, Wołów